# Сарман, Жан
Жан Сарман (фр. Jean Sarment, настоящая фамилия Бельмер, фр. Jean Gaston Bellemère; 13 января 1897, Нант — 29 марта 1976, Булонь-Бийянкур) — французский драматург и актёр.
Дебютировал в литературе в середине 1910-х гг. в составе Нантской группы (фр. groupe de Nantes) — круга молодых авторов, объединившихся вокруг Жака Ваше и выпустивших единственный номер журнала «В дорогу, лихая шайка» (фр. En route, mauvaise troupe, название по первой строке стихотворения Поля Верлена) и затем ещё четыре номера журнала «Дикая утка» (фр. Canard sauvage). После смерти Ваше опубликовал роман «Жан-Жак из Нанта» (фр. Jean Jacques de Nantes; 1922), в котором выведен весь этот круг и его жизнь.
В 1914 году бросил учёбу в нантском лицее и отправился в Париж, чтобы посвятить себя театру. В 1917—1918 гг. гастролировал в Нью-Йорке в составе труппы Жака Копо. По возвращении в Париж играл в постановках Орельена Люнье-По, в 1920 г. дебютировал как драматург поставленной Люнье-По пьесой «Картонная корона» (фр. La Couronne de carton). С 1924 г. появлялся как драматург и актёр на сцене «Комеди Франсез», в июле 1944 г. был назначен на пост директора театра, но к исполнению обязанностей не приступил. Помимо многочисленных оригинальных пьес и переработок Шекспира («Отелло», «Ромео и Джульетта») и Шиллера («Дон Карлос»), написал также либретто оперы Макса д’Оллона «Арлекин» (1924), несколько книг прозы, сборник стихотворений (1964) и книгу о режиссёре Шарле Дюллене (1950), вышедшую сразу после смерти последнего. Посмертно издан автобиографический роман «Кавалькадур» (фр. Cavalcadour). Эпизодически выступал как киносценарист, наиболее известная работа — сценарий к картине «Огненная земля» (1939, французская версия Марселя Л’Эрбье, итальянская версия Джорджо Феррони).
В России Сарман известен преимущественно как автор пьесы «Мамуре» (фр. Mamouret), впервые поставленной с большим успехом в 1941 году Шарлем Дюлленом (с Марселью Жениа в главной роли). Ксения Куприна, также игравшая в постановках Дюллена, перевела пьесу на русский язык и предложила её для постановки в Малом театре с Еленой Гоголевой в главной роли (режиссёр Б. Львов-Анохин).